# Коныгин
Коныгин (также Каныгин) — хутор в Усть-Донецком районе Ростовской области России.
Входит в состав Раздорского сельского поселения.

## География
Хутор расположен на правом берегу реки Сухой Донец, в 6 км к северо-востоку от административного центра поселения — станицы Раздорской.
Возле хутора находится один из двух участков комплексного памятника природы Раздорские склоны.

## История
Хутор Коныгин был основан в 1788 году и входил в юрт станицы Раздорской.
Вместе со станицами Раздорской и Кочетовской, а также хутором Пухляковским — образует Раздорский этнографический музей-заповедник.

## Достопримечательности
В Коныгине находится Храм Рождества Богородицы.
Недалеко от неё — памятник погибшим в Великой Отечественной войне односельчанам.

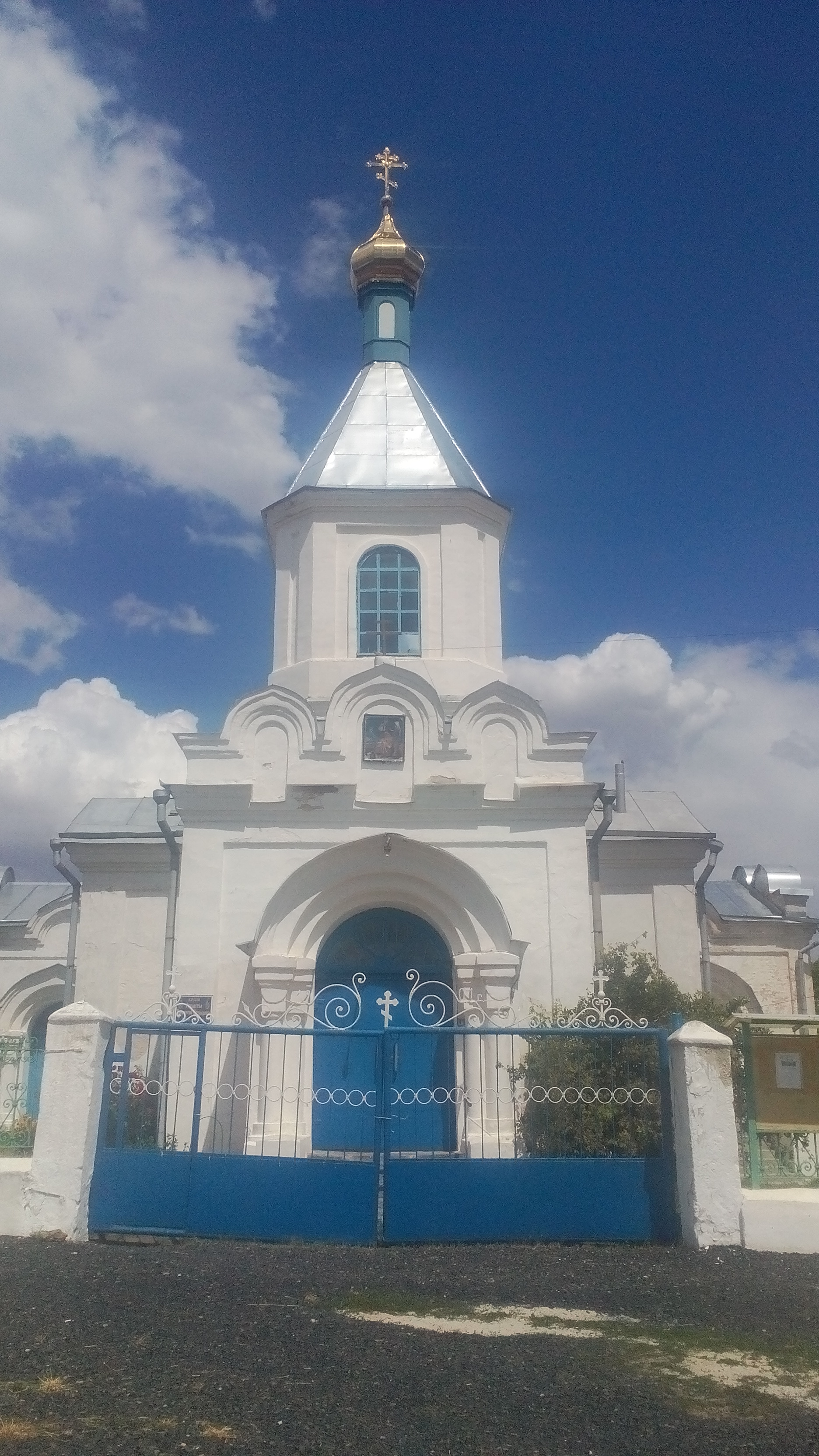
Церковь Рождества Пресвятой Богородицы
Памятник погибшим в Великой Отечественной войне